# Snowkiten

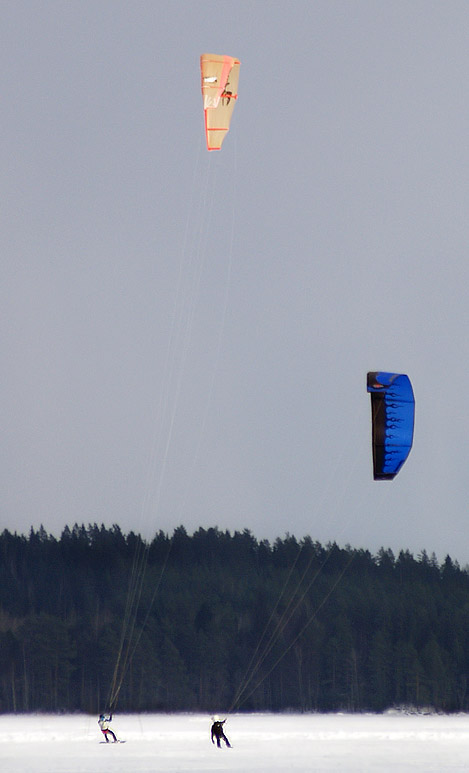
Kite skiing in Kuopio, Finland

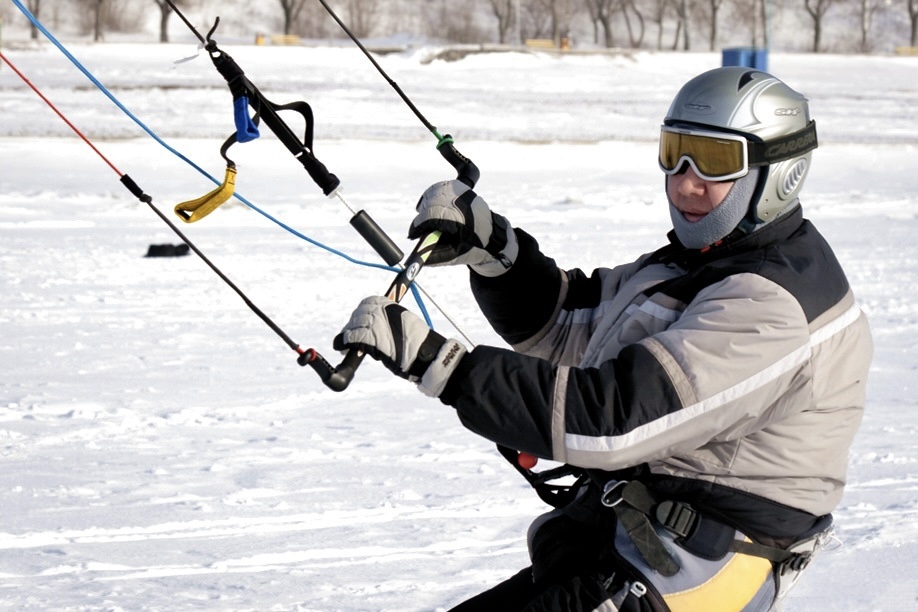
Snowkiter

Snowkiten lijkt heel erg op kitesurfen. Het wordt alleen in de sneeuw gedaan, met ski's of een snowboard. Meestal worden dezelfde kites als bij het kitesurfen gebruikt. Het wordt door relatief weinig mensen beoefend, omdat er maar weinig locaties zijn om te snowkiten. In Nederland gebeurt het maar zelden dat er genoeg sneeuw en wind is om te snowkiten. De sport kan zowel op bergen als op sneeuwvlaktes worden beoefend. Door de stijgende lucht in de bergen is het mogelijk om heel lange en verre sprongen te maken, het heeft dan wat weg van paragliden. Sneeuwvlaktes zijn perfect om te freestylen. Bijna alle tricks die je op het water tijdens het kitesurfen kan doen, kunnen ook in de sneeuw worden gedaan. Het kan op een gewoon snowboard, er zijn ook een paar fabrikanten die speciale boards voor het snowkiten maken. 
De Corona Extra Winter Tour organiseert elk jaar een paar snowkitewedstrijden.